# Batalha de Ain Salm
A batalha de Ain Salm foi uma batalha entre as forças de Tutush, o governante seljúcida da Síria e irmão do sultão seljúcida Malik Shah, e Suleiman ibn Qutalmish, o governante seljúcida da Anatólia em junho de 1086 próximo à cidade de Alepo.

## Antecedentes
Em 1081, Suleiman havia chegado a um acordo com o imperador Aleixo I Comneno sobre a divisão da Anatólia ocidental entre seus dois poderes, o que permitiu a Aleixo focar na invasão normanda dos Bálcãs e a Suleiman consolidar seu poder e expandir para o leste da Turquia e Síria. Em 1083, Suleiman havia tomado Tarso e procedeu para conquistar Antioquia em dezembro de 1084. Isso o colocou em conflito com o governante da Uqáilida da cidade vizinha de Alepo, Muslim ibn Quraysh, e este último foi derrotado e morto em uma batalha em junho de 1085. Suleiman tentou capturar Alepo no mesmo ano, mas falhou. Tutush, o governante seljúcida da Síria, sentiu-se ameaçado pela ação de Suleiman, que era adicionalmente um primo e, portanto, uma possível ameaça ao trono. Embora não controlasse Alepo diretamente, a cidade estava em sua esfera de influência.
Quando Suleiman tentou conquistar Alepo no ano seguinte novamente, Tutush respondeu aos pedidos de ajuda do governante de Alepo e veio com um exército contra Suleiman.

## Batalha
Os dois exércitos se encontraram em Ayn Saylam e o ataque total de Süleiman foi derrotado pelos turcomanos sob Artuk Beg. Parece que Süleiman foi abandonado por vários de seus companheiros mais próximos, já que Tutush conseguiu conquistá-los antes da batalha.

## Consequências
Nas consequências, Suleiman foi morto. Foi apenas no final de 1092 após a morte de Malik Shah que Kilic Arslan pôde escapar e tentar reconquistar o domínio de seu pai, que havia começado a se fragmentar em vários principados sob senhores da guerra independentes como Tzachas, Elchanes e Poulchanes.

Tutush tomou brevemente o controle de Alepo, mas depois recuou. Embora tenha sido sugerido que ele fugiu da aproximação de seu irmão Malik Shah por medo de retribuição por matar seu parente, é mais provável que ele tenha ido aliviar sua capital Damasco, que havia ficado sob cerco pelos fatímidas.